# Büşra Kılıçlı
Büşra Kılıçlı (née Cansu le 16 juillet 1990 à Gölcük) est une joueuse de volley-ball turque. Elle mesure 1,88 m et joue au poste de centrale. 

## Clubs
| Club                | De        | À         |
| ------------------- | --------- | --------- |
| Eczacıbaşı İstanbul | 2004-2005 | 2018-2019 |
| Beşiktaş İstanbul   | 2019-2020 | 2019-2020 |
| THY Spor Kulübü     | jan 2020  | …         |

## Palmarès

### Équipe nationale
- Jeux européen
  - Vainqueur : 2015[3]
- Championnat du monde des moins de 18 ans
  - Finaliste : 2007.

### Clubs
- Championnat du monde des clubs
  - Vainqueur : 2015, 2016.
- Ligue des champions
  - Vainqueur: 2015.
- Coupe de la CEV
  - Vainqueur : 2018.
- Championnat de Turquie
  - Vainqueur : 2007, 2008, 2012.
  - Finaliste : 2013, 2018, 2019.
- Coupe de Turquie
  - Vainqueur : 2009, 2011, 2012, 2019.
  - Finaliste : 2013, 2018.
- Supercoupe de Turquie
  - Vainqueur: 2011, 2012, 2018.
  - Finaliste : 2013.